# Бучек (Ласький повіт)
Бучек (пол. Buczek) — село в Польщі, у гміні Бучек Ласького повіту Лодзинського воєводства.
Населення — 1217 осіб (2011).
У 1975-1998 роках село належало до Серадзького воєводства.

## Демографія
Демографічна структура станом на 31 березня 2011 року:
|          | Загалом | Допрацездатний вік | Працездатний вік | Постпрацездатний вік |
| -------- | ------- | ------------------ | ---------------- | -------------------- |
| Чоловіки | 593     | 149                | 381              | 63                   |
| Жінки    | 624     | 115                | 389              | 120                  |
| Разом    | 1217    | 264                | 770              | 183                  |